# 1989 UW2
1989 UW2 är en asteroid i huvudbältet som upptäcktes den 29 oktober 1989 av de båda japanska astronomerna Tsutomu Hioki och Nobuhiro Kawasato i Okutama.
Asteroiden har en diameter på ungefär 14 kilometer.